# گازپروم–روس‌ولو
گازپروم-روس‌ولو (انگلیسی: Gazprom–RusVelo) یک تیم دوچرخه‌سواری در کشور روسیه است.
این تیم که در سال ۲۰۱۲ تأسیس شده در تورهای قاره‌ای دوچرخه‌سواری شرکت می‌کند.